# Войната на таралежите (филм)
„Войната на таралежите“ е български 5-сериен телевизионен игрален филм (детски, комедия) от 1978 г. на режисьора Иванка Гръбчева
по сценарий на Миряна Башева и Братя Мормареви. Оператор е Яцек Тодоров. Създаден е по романа на Братя Мормареви „Войната на таралежите“. Музиката във филма е композирана от Кирил Цибулка. Художник на постановката е Мария Иванова.
Произведена е и съкратена версия на филма, предназначена за разпространение в кината.

## Серии
- 1. серия – 69 минути
- 2. серия – 65 минути
- 3. серия – 65 минути
- 4. серия – 65 минути
- 5. серия – 60 минути[1].

## Състав

### Актьорски състав
| Роля                                    | Изпълнител                              |
| --------------------------------------- | --------------------------------------- |
| Маляка                                  | Димитър Ганев                           |
| Камен                                   | Морис Асса                              |
| Пантев-Пантата                          | Борил Петров                            |
| Добролюб                                | Димитър Димитров                        |
| Юлия                                    | Евгения Божинова                        |
| Сашо                                    | Огнян Желязков                          |
| Тончо                                   | Асен Коцев                              |
| Борис                                   | Мартин Узунов                           |
| Мишо                                    | Михаил Михайлов                         |
| Мария                                   | Силвия Славова                          |
| Близнаците                              | Милен Бубов Борян Бубов                 |
|                                         | Марин Атов                              |
|                                         | Христо Шашев                            |
|                                         | Антон Атанасов                          |
| Класната Добрева                        | Заслужила артистка: Цветана Манева      |
| Ташев                                   | Вълчо Камарашев                         |
| Бащата на Юлия                          | Климент Денчев                          |
| Милчева – майката на Юлия               | Грета Ганчева                           |
| Домоуправителят Константинов            | Заслужил артист: Ангел Ламбев           |
| Бащата на Маляка                        | Светослав Пеев                          |
| Майката на Маляка                       | Заслужила артистка: Людмила Чешмеджиева |
| Началникът на МВР                       | Светозар Неделчев                       |
| Илиев, председателят на Райсъвета       | Заслужил артист: Стойчо Мазгалов        |
| помощникът на председателя на Райсъвета | Иван Гайдарджиев                        |
| Майор Илиев                             | Петър Гетов                             |
| Баба Гинка                              | Мария Ганчева                           |
| Майката на Пантата                      | Заслужила артистка: Катя Чукова         |
| Никола Бабинов                          | Заслужил артист: Стефан Данаилов        |
| Треньорът Пангаров                      | Павел Поппандов                         |
| другарката Худерова                     | Надя Тодорова                           |
| Стоименов                               | Антон Карастоянов                       |
| Дядото на Камен                         | Петър Петров                            |
| Шейтанова                               | Заслужила артистка: Ана Феликсова       |
| Директорът на училището                 | Васил Димитров                          |
| Директорката                            | Мария Карел                             |
| Бащата на Добролюб                      | Джоко Росич                             |
| Бащата на Камен                         | Заслужил артист: Васил Михайлов         |
| Майката на Камен                        | Пепа Николова                           |
| Ключарят                                | Генчо Неделчев                          |
| Журналистът Ясен Стоянов                | Радко Дишлиев                           |
| Синът на Стоименов                      | Войчех Тодоров                          |
|                                         | Стефка Кацарска                         |
| пенсионер – табладжия                   | Найчо Петров                            |
| Учителят по ботаника                    | Михаил Петров                           |
| секретарката                            | Анета Сотирова                          |

### Екип
| Режисьор            | Заслужила артистка: Иванка Гръбчева |
| Сценарий            | Братя Мормареви |
| Оператор            | Яцек Тодоров |
| Художник            | Заслужил художник: Мария Иванова |
| Костюми             | Росица Станева |
| Музика              | Кирил Цибулка |
| Звук                | Людмила Махалнишка |
| Редактори           | Камен Русев Цветана Коларова |
| Монтаж              | Ани Радичева Елена Димитрова |
| Консултант          | Минка Панайотова |
| Втори режисьор      | Рени Йончева |
| Втори оператор      | Константин Гошев |
| Втори художник      | Валентина Йотова-Младенова |
| Асистент-режисьори  | Емил Молхов Мария Трайкова Зоя Шарланджиева Румяна Рунева |
| Асистент-оператори  | Емил Димитров Енико Касабов Павел Калинчев |
| Асистент-монтажисти | Анета Рачева Мадлен Радичева Росица Пеева Добринка Минева Елеонора Езра Аракси Мухибян |
| Грим                | Филипия Каминска |
| Гардероб            | Димитрина Максимова |
| Реквизит            | Иван Йончев Ангел Митев |
| Декори              | Симеон Тончев |
| Осветление          | Гаврил Гюров |
| Тонтехник           | Георги Владички |
| Фотограф            | Елена Николова |
| Организатори        | Дончо Кънев Никола Орджанов Севдалина Благоева Александър Недялков |
| Директор            | Кирил Лапачки |
| Distributed by      | Българска кинематография (кино версия) Българската национална телевизия (БНТ) (ТВ версия) Студия за игрални филми „БОЯНА“ Творчески колектив „СЪВРЕМЕННИК“ (кино версия) Творчески колектив „ЗОРНИЦА“ (ТВ версия) /Copyright © 1979/ |

## Награди
- СБФД'79 – награда за детско кино.